# Turbo: Der Power Rangers Film
Turbo: Der Power Rangers Film ist ein Film von den Regisseuren David Winning und Shuki Levy und erschien im Jahr 1997. Es ist ein Pilotfilm zur fünften Staffel im Power-Rangers-Universum, nun unter dem Namen Power Rangers Turbo.

## Inhalt
Die Weltraumpiratin Divatox versucht den geflüchteten Zauberer Lerigot zu finden. Sie will ihm den goldenen Schlüssel abnehmen, um Zugang zur Insel Muiranthis zu erhalten, wo sich der Tempel des Ungeheuers Maligore befindet. Divatox kommt nur durch die Insel, wenn sie durch den Nemesis Dreieck durchquert. Zusammen mit den neuen blauen Ranger, Justin, muss das Team die böse Weltraumpiratin Divatox aufhalten.

## Veröffentlichung
Der Film erschien am 28. März in den US-amerikanischen Kinos, für den europäischen Markt fand man kein Unternehmen, das den Vertrieb übernehmen wollte.

## Einspielergebnisse
Der Film verdiente am Eröffnungswochenende 3,3 Millionen US-Dollar und rangierte damit auf Platz 7 der heimischen Kinokassen. Am Ende konnte der Film in Nordamerika 8,4 Millionen US-Dollar und in Übersee 1,3 Millionen US-Dollar einspielen, was einem weltweiten Gesamtbetrag von 9,6 Millionen US-Dollar entspricht.

## Synchronisation
| Figur                                   | Schauspieler         | Deutscher Synchronsprecher |
| --------------------------------------- | -------------------- | -------------------------- |
| Adam Park / grüner Turbo Ranger         | Johnny Yong Bosch    | Alexander Doering          |
| Tanya Sloan / gelber Turbo Ranger       | Nakia Burrise        | Anja Godenschweger         |
| Tommy Oliver / roter Turbo Ranger       | Jason David Frank    | Oliver Feld                |
| Rocky DeSantos / blauer Zeo Ranger      | Steve Cardenas       | Björn Schalla              |
| Katherine Hillard / pinker Turbo Ranger | Catherine Sutherland | Sylvie Nogler              |
| Justin Stewart / blauer Turbo Ranger    | Blake Foster         | Fabian Hollwitz            |
| Kimberly Hart / pinker Ranger           | Amy Jo Johnson       | Melanie Hinze              |
| Jason Lee Scott / goldener Zeo Ranger   | Austin St. John      | Tim Moeseritz              |
| Divatox                                 | Hilary Shepard       | Rita Engelmann             |

## Kritiken
Das Lexikon des internationalen Films bezeichnete den Film als eine „Zweite abendfüllende Verfilmung einer kanadischen Fernsehserie, die neben einer aufgesetzt wirkenden Moral und einer ausgestellten Comichaftigkeit nichts als belanglos-harmlose Unterhaltung zu bieten hat.“.

## Auszeichnungen
Blake Foster wurde 1998 für seine Rolle als Justin für den Young Artist Award nominiert.